# キリンビバックス
株式会社キリンビバックスは、広島県広島市にある清涼飲料水の販売を行う会社である。かつてはペプシコーラの有力ボトラーであったが、現在はキリンビバレッジの子会社で、中国・四国・九州エリアで同社製品を販売している。

## 沿革
- 1963年（昭和38年）6月 - ペプシコーラの中国地方及び兵庫県西部をフランチャイズとするボトラーとして、宇部興産（現・UBE）の全額出資により西部飲料株式会社を設立する。
- 1964年（昭和39年）9月 - ペプシコーラの四国地方をフランチャイズとするボトラーとして、同じく宇部興産の全額出資により四国清涼飲料株式会社を設立する。
- 1972年（昭和47年）2月 - 両社を合併し、宇部興産飲料株式会社を設立する。
- 1978年（昭和53年）9月 - 製造部門を分離し、宇部中四国ボトリング株式会社を設立する。
  - このことから過去に行われた宇部興産オープンゴルフトーナメントにペプシも協賛し、1996年の第25回大会までは「ペプシ宇部興産トーナメント」として行なわれた。
- 1990年（平成2年）3月 - 宇部興産飲料と日本果実工業の合弁により株式会社ビバックスを設立し、宇部興産飲料及び宇部中四国ボトリングの営業権を継承する。
- 1998年（平成10年）4月 - 宇部興産が所有株式をキリンビバレッジへ譲渡し、キリンブランドの清涼飲料水の販売ボトラーとなる。
  - この頃ペプシは日本におけるマーケティング及び製造販売総代理権をサントリーに譲渡した[2]。宇部興産とサントリーは三和グループの三水会およびみどり会に属し、キリンビバレッジは三菱グループに属する。
- 2004年（平成16年）
  - 3月 - 簡易株式交換により日本果実工業の所有株式をキリンビバレッジが取得し、同社の完全子会社となる。のちに宇部興産が一部株式を取得する。
  - 6月 - 防府工場を日本果実工業に譲渡し、製造部門から撤退、販売に特化する。
- 2016年（平成28年）1月 - 九州キリンビバレッジサービスと統合し、株式会社キリンビバックスに社名を変更する。